# Brigitte Nganaye
Brigitte Nganaye, född 28 oktober 1973, är en friidrottare från Centralafrikanska republiken. Hon deltog vid olympiska sommarspelen 1992.